# Jeonju Ongoeul FC
Jeonju Ongoeul FC war ein Fußballfranchise aus der Stadt Jeonju in Südkorea. Der Verein war K3-League-Mitglied und trat dort zwischen 2008 und 2009 in der Liga an. 

## Geschichte

### Erste Jahre (2005–2007)
Gegründet wurde der Verein 2005 unter den Namen Jeonbuk FC. Zwischen 2005 und 2007 spielten sie in verschiedenen Amateur-Turnieren außerhalb des KFA-Ligensystems. 2008 trat der Verein der K3 League bei und nannte sich um in Jeonju Ongoeul FC. Als Trainer wurde Yu Jong-heui verpflichtet. Für die K3 League zogen sie in das Jeonju-Stadion, indem auch Jeonbuk Hyundai Motors ihre Spiele früher ausgetragen hatten.

### K3 League (2008–2010)
Die erste Saison in der K3 League verlief gut. Nach 15 Spielen in der Hinrunde, standen sie mit 26 Punkten auf Platz 6 von insgesamt 10 Mannschaften. Die Rückrunde verlief allerdings schlechter. Nach 15 Spielen standen sie mit 19 Punkten auf Platz 9 von insgesamt 10 Mannschaften. Ihnen wurde zudem in der Saison 6 Punkte von der K3 League abgezogen, weshalb sie am Ende auf den Vorletzten Platz standen. Für den Korean FA Cup konnten sie sich nicht qualifizieren. 
2009 verlief die Saison eher nicht so gut. Nach 32 Spieltagen stand das Team mit 40 Punkten auf Platz 14. Auch diese Saison konnten sie sich nicht für den Korean FA Cup qualifizieren. 
Ende 2009 gab der Verein bekannt, dass sie aufgrund Finanzieller Unregelmäßigkeiten aus der K3 League austreten werden und 2010 nicht mehr am Ligaspielbetrieb teilnehmen werden.

### Vereins-Historie
| Saison | Liga      | Kl. | Vereine | Spiele | Pl. | S  | U | N  | Tore  | Pkt. | KFA Cup            | K3-League-Play-Off | Trainer      |
| 2008   | K3 League | 3   | 16      | 29     | 8.  | 15 | 6 | 8  | 72:41 | 45   | Nicht Qualifiziert | Nicht Qualifiziert | Yu Jong-heui |
| 2009   | K3 League | 3   | 17      | 32     | 14. | 11 | 7 | 14 | 54:58 | 40   | Nicht Qualifiziert | Keine Austragung   | Yu Jong-heui |

## Rivalität
Zwischen Jeonju EM FC und Ongoeul bestand aufgrund ihrer geografischen Lage ein Derby. Dieses Derby wurde „Bibimbap-Derby“ genannt.

## Stadion
| Stadion | Name           | Eigentümer             | Eröffnung | Nutzungszeitraum | Nutzungszeitraum |
| Stadion | Name           | Eigentümer             | Eröffnung | Von              | Bis              |
| ------- | -------------- | ---------------------- | --------- | ---------------- | ---------------- |
|         | Jeonju-Stadion | Stadtverwaltung Jeonju | 1980      | 2008             | 2009             |